# Whatever We Want
Whatever We Want è un singolo della disc jockey e cantante australiana Havana Brown, pubblicato nel 2014.

## Tracce
- Download digitale

1. Whatever We Want – 3:27